# Svarttjärnen (Jörns socken, Västerbotten, 723422-168531)
Svarttjärnen är en sjö i Skellefteå kommun i Västerbotten och ingår i Skellefteälvens huvudavrinningsområde.